# Laberinto (juego de rol)
Laberinto es un juego de rol del género fantástico y cuyos elementos de campaña son tradicionales del manga. Sus autores, Irma Amézquita y Manuel Tonatiuh Moreno, lo publicaron en 1998 a través de la editorial Gráfica Nueva de Occidente de Guadalajara, Jalisco. Se le considera como el primer juego de rol mexicano.
Aunque el juego esté oficialmente agotado, no es demasiado difícil encontrar ejemplares...Actualmente se desarrolla una segunda edición, pero los autores no han dado fecha definitiva para su publicación.